# Stictophyllorchis
Stictophyllorchis là một chi thực vật có hoa trong họ Lan.